# Котора червонолобий
Котора червонолобий (Pyrrhura roseifrons) — вид  папугоподібних птахів родини папугових (Psittacidae). Мешкає в Амазонії. Раніше вважався конспецифічним з синьолобим которою, однак був визнаний окремим видом.

## Підвиди
Виділяють чотири підвиди:
- P. r. peruviana Hocking, Blake & Joseph, 2002 — передгір'я Анд на південномму сході Еквадору (Морона-Сантьяго) та на півночі Перу (Амазонас, захід Лорето);
- P. r. dilutissima Arndt, 2008 — долина Тамбо на півдні центрального Перу;
- P. r. parvifrons Arndt, 2008 — два райони на північному сході Перу (на сході Сан-Мартіна і заході Лорето та в долині Амазонки на північному сході Лорето);
- P. r. roseifrons (Gray, GR, 1859) — західна Амазонія (на південь від Амазонки, від північного Перу до північної Болівії і західної Бразилії).

Деякі дослідники виділяють підвиди P. r. peruviana  і P. r. dilutissima у окремий вид Pyrrhura peruviana, а підвид P. r. parvifrons — у окремий вид Pyrrhura parvifrons.

## Поширення і екологія
Червонолобі котори мешкають в Еквадорі, Перу, Бразилії і Болівії. Вони живуть у вологих рівнинних і гірських тропічних лісах, в заболоічених лісах та на узліссях. Зустрічаються парами або зграйками. Живляться плодами, насінням і квітками. Гніздяться в дуплах дерев.